# Mélitée des centaurées
Melitaea phoebe · Grand damier
Espèce
La Mélitée des centaurées ou Grand damier, Melitaea phoebe, est une espèce de lépidoptères (papillons) de la famille des Nymphalidae, de la sous-famille des Nymphalinae, de la tribu des Melitaeini, et du genre Melitaea.

## Description
C'est un papillon au dessus marron à lignes de damiers orange et lignes de damiers jaunes.
Le revers est plus clair, orange pour les antérieures, à damiers jaune clair et damiers orange organisés en lignes aux postérieures.

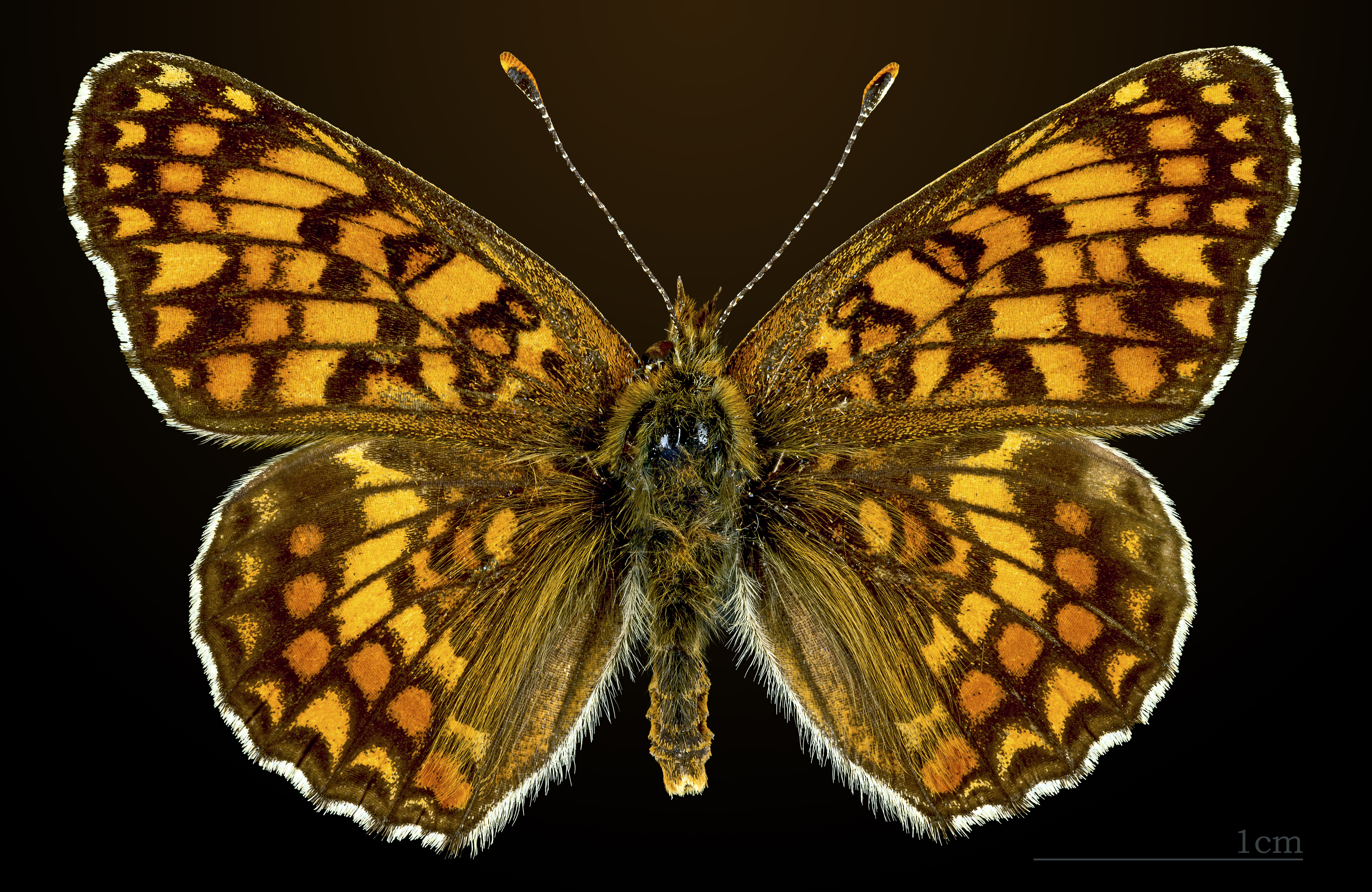
Face dorsale du mâle MHNT.
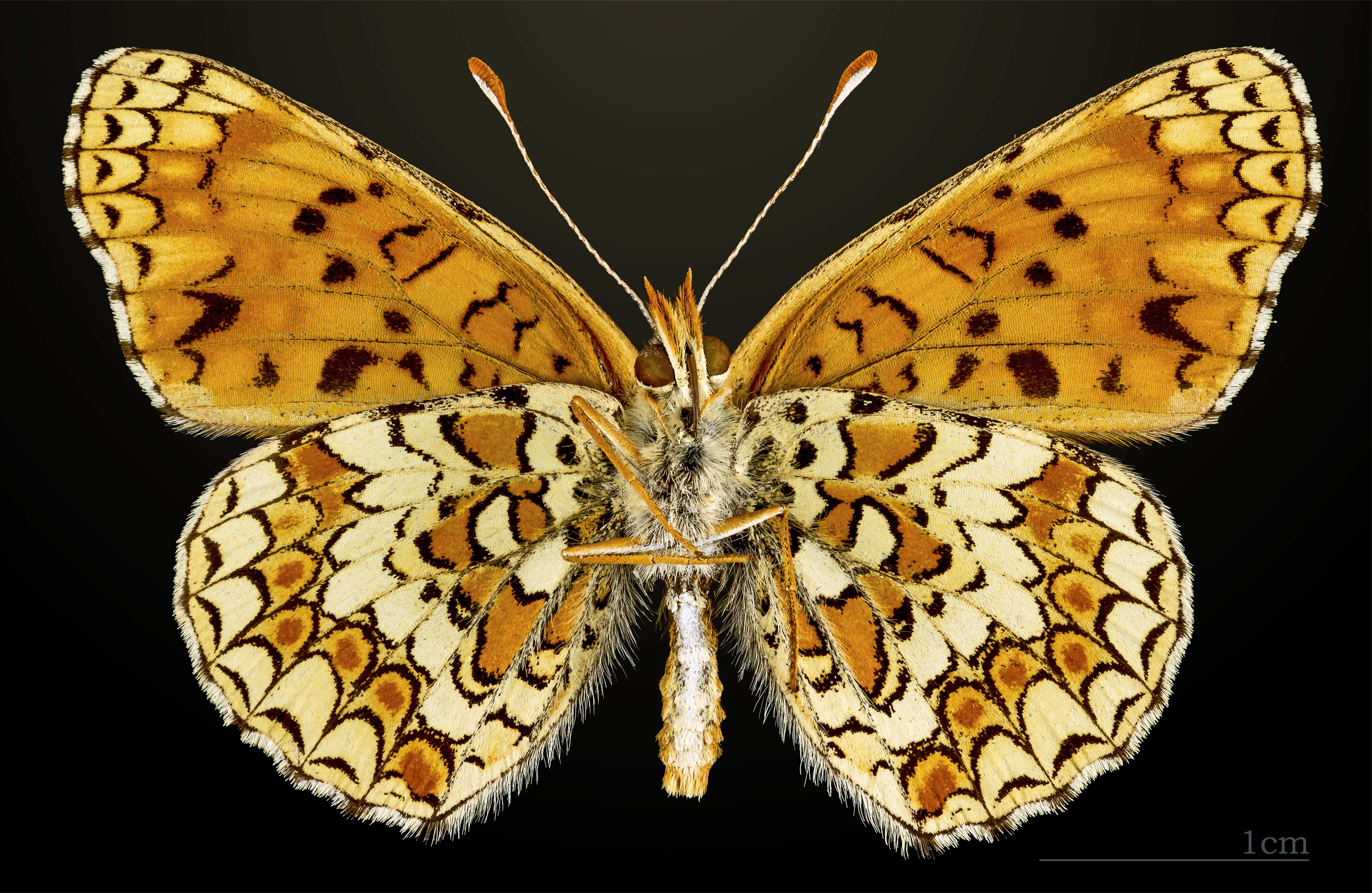
△ Revers du mâle.
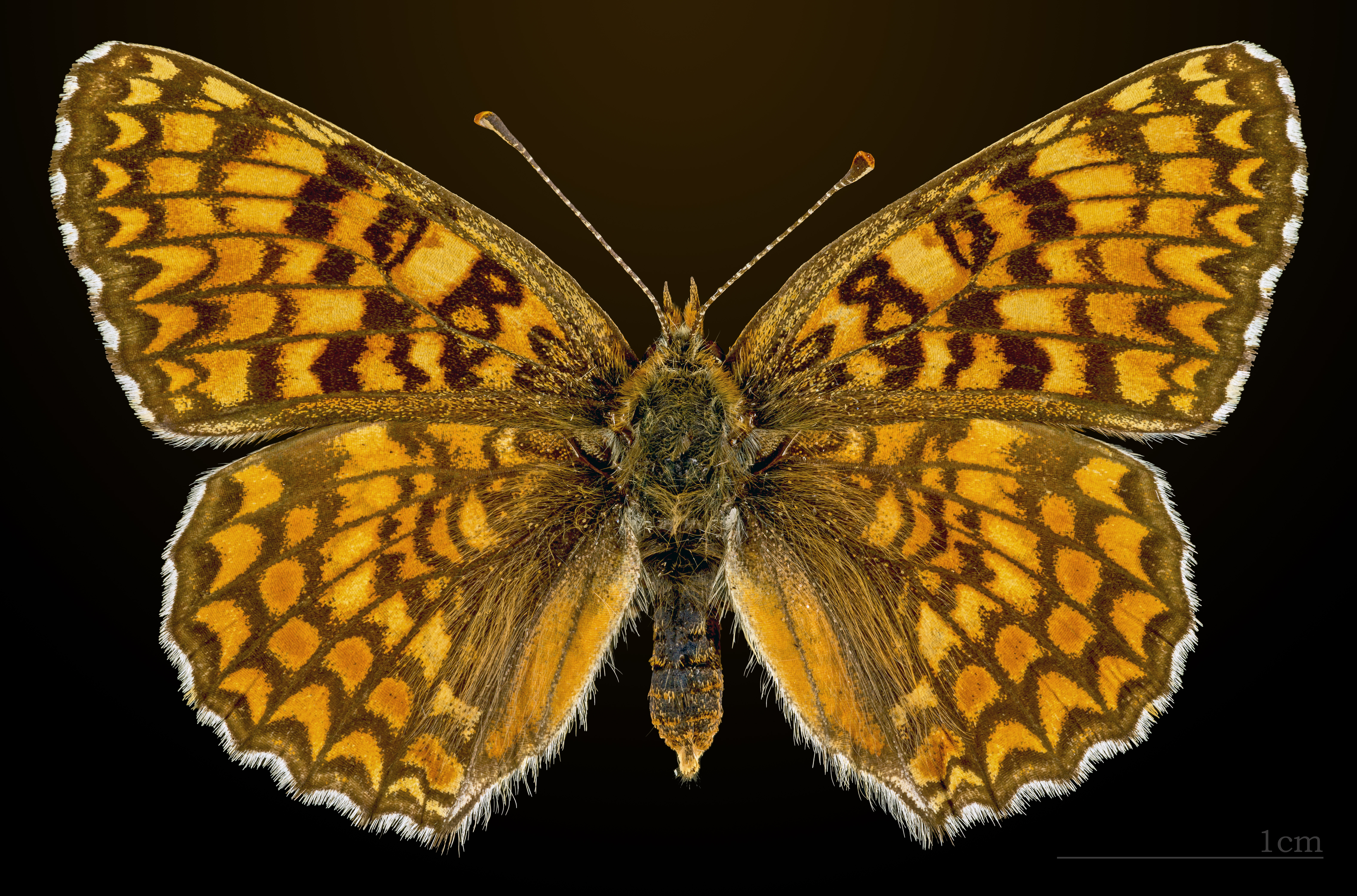
Face dorsale de la femelle MHNT.
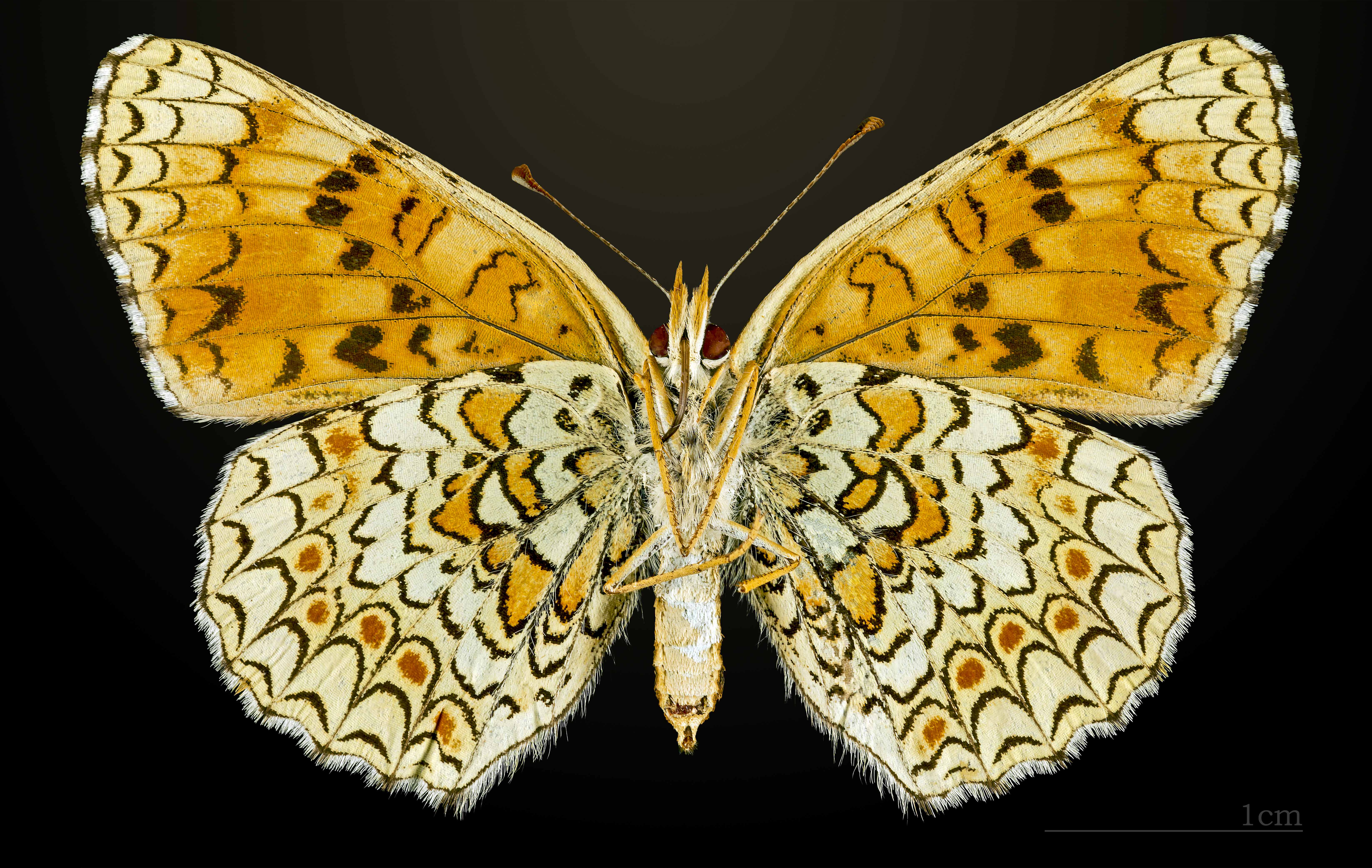
△ Revers de la femelle.

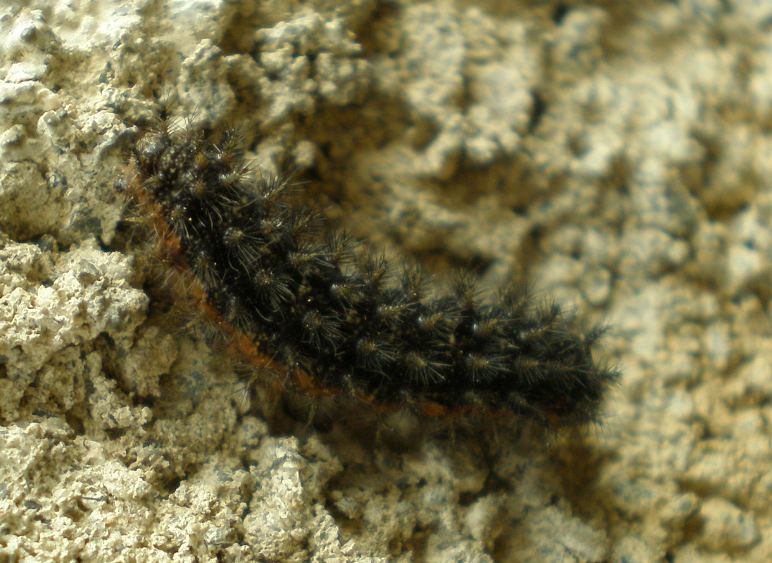
Chenille.
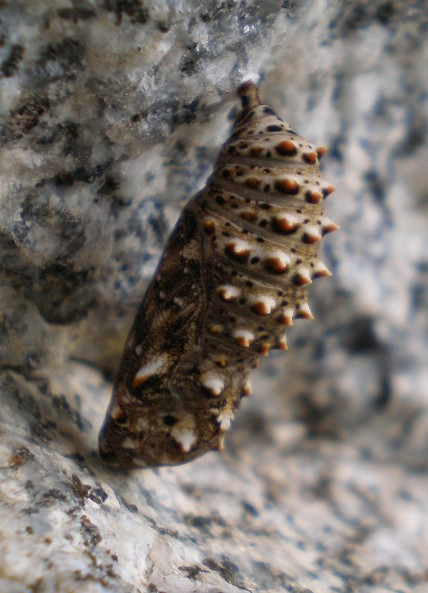
Chrysalide.
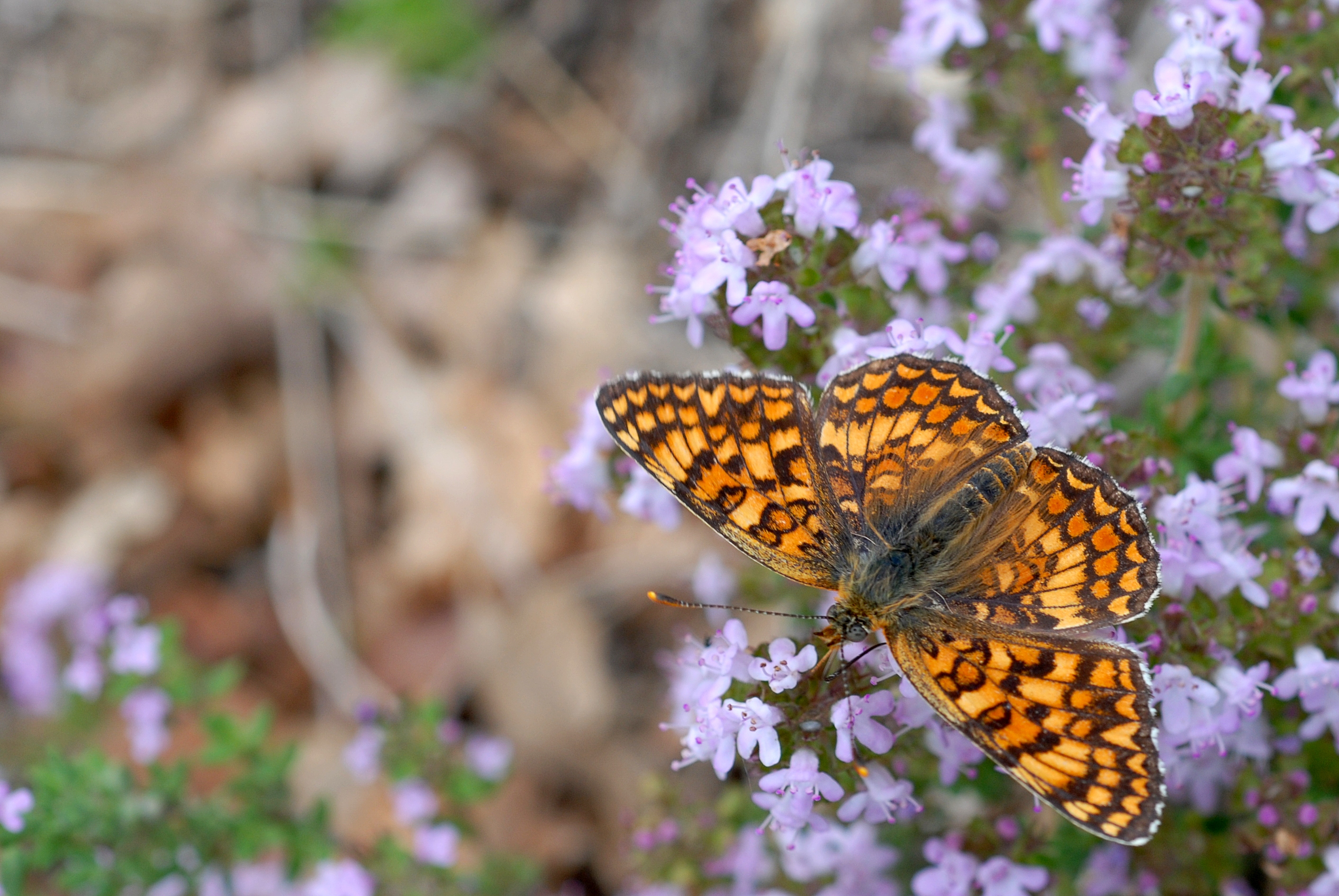
Imago, face dorsale.
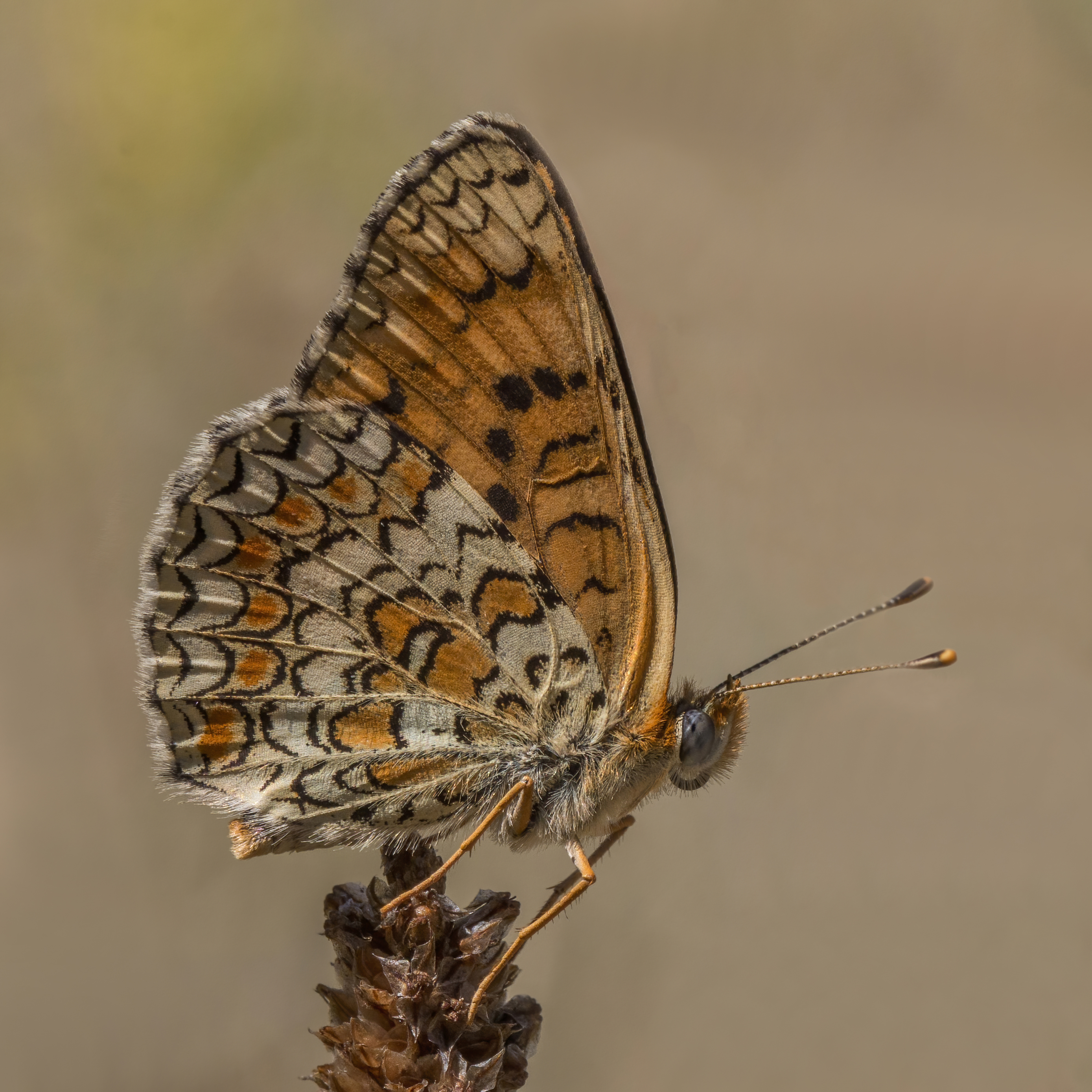
Profil.

## Biologie

### Période de vol et hivernation
Il hiverne à l'état de jeune chenille dans une toile de soie.
L'imago vole généralement en deux générations d'avril à mi-juin puis de fin juin à septembre.

### Plantes hôtes
Les plantes hôtes de sa chenille sont des Centaurea dont Centaurea alba, Centaurea colombaria, Centaurea graeca, Centaurea jacea, Centaurea montana, Centaurea nigrescens, Centaurea scabiosa,,.
La chenille mange aussi du plantain.

## Écologie et distribution
Il est présent en Afrique du Nord, en Europe, en Turquie, en Sibérie, dans le centre de l'Asie en Mongolie et dans le Nord de la Chine,.
En Afrique du Nord, il réside au Maroc et en Algérie.
En Europe il est absent de la partie la plus au nord, Angleterre, Irlande, Nord de la France, de l'Allemagne, de la Pologne et Scandinavie.
En France il est présent dans tous les départements sauf une partie de ceux qui bordent la Manche et la mer du Nord, du Finistère au Pas-de-Calais. Il est aussi absent de Corse et de certains départements d'Île-de-France.

### Biotope
La Mélitée des centaurées réside dans les prairies fleuries.

## Systématique
L'espèce Melitaea phoebe a été décrite par les entomologistes Johann Nepomuk Cosmas Michael Denis et Ignaz Schiffermüller en 1779, sous le nom initial de Papilio phoebe.

### Synonymes
- Papilio phoebe [Denis & Schiffermüller], 1775 – protonyme
- Cinclidia phoebe ([Denis & Schiffermüller], 1775)
- Melitaea occitanica Staudinger, 1871

### Noms vernaculaires
- La Mélitée des centaurées ou Grand damier en français.
- En anglais Knapweed Fritillary, en allemand Flockenblumenfalter et en espagnol Doncella mayor[2].

### Taxinomie
Sous-espèces
- Melitaea phoebe phoebe – dans le sud de l'Europe, le sud-ouest de la Sibérie et l'Altaï
- Melitaea phoebe changaica Seitz, [1909]
- Melitaea phoebe enoch Higgins, 1941
- Melitaea phoebe mandarina Seitz, [1909] – en Mongolie
- Melitaea phoebe occitanica Staudinger, 1861 – dans le sud-ouest de l'Europe, en Algérie et au Maroc
- Melitaea phoebe ottonis Fruhstorfer, 1916
- Melitaea phoebe saturata Staudinger, 1892
- Melitaea phoebe tunguna Seitz, [1909] – dans le sud de la Sibérie
- Melitaea phoebe tungusa Herz, 1898 – en Yakoutie
- Melitaea phoebe wagneri Wnukowsky, 1929[2]

## La Mélitée des centaurées et l'Homme

### Protection
La Mélitée des centaurées est protégée dans la région Île-de-France par l'arrêté du 22 juillet 1993 relatif à la liste des insectes protégés en région Île-de-France complétant la liste nationale. Elle est inscrite à l'article 1,.